# Lewis A. Coser
Lewis A. Coser (ur. 27 listopada 1913, zm. 8 lipca 2003) – amerykański socjolog.
Coser najbardziej znany jest jako twórca jednej z teorii konfliktu w socjologii. Zarzucał funkcjonalistom, że nie doceniają znaczenia konfliktu i traktują go jako patologię.
Coser głosił tezę o funkcjonalności konfliktu. Konflikt zwiększa zdolności adaptacyjne danego systemu społecznego. Jeśli nie jest zbyt intensywny i gwałtowny, prowadzi do większej innowacyjności, rozwoju różnych procedur normatywnych (praw, sądów, ciał mediacyjnych).
W swoich analizach Coser odwoływał się do socjologii Georga Simmla. W swoich badaniach Coser zawęził pole badawcze – nie badał konfliktów w świecie idei.
Funkcjonalna teoria konfliktu:
- konflikt pozwala utrzymać więzi grupowe,
- wrogość zapobiega zanikaniu granic między grupami – podtrzymuje spójność grup,
- napięcia w relacjach konfliktowych nie prowadzą do rozbicia społeczeństwa, po zwycięstwie jednej grupy, druga poszukuje przeciwnika, by uchronić swoją tożsamość i umocnić granicę międzygrupową,
- instytucje są wentylami bezpieczeństwa,
- konflikt jest uwolnieniem wrogości, gdyby go nie było, wrogość prowadziłaby do krwawej przemocy.

Zapotrzebowanie na wentyle bezpieczeństwa wzrasta ze sztywnością struktury społecznej. Działanie instytucji ma na celu kanalizowanie wrogości, zapobieganie wyładowania emocji, agresji na obiekcie wrogości. Wentyle bezpieczeństwa mogą być dysfunkcjonalne dla systemu społecznego, bo tylko przesuwają agresję w innym kierunku, ale nie rozwiązują problemu.
Coser wyróżniał dwa typy konfliktu: rzeczywisty i nierzeczywisty.
- W konflikcie rzeczywistym chodzi o walkę o wartości i cele, opartą na frustracji, chęci otrzymania zysku.
- W konflikcie nierzeczywistym chodzi o konflikt jako cel sam w sobie, służy taki konflikt rozładowaniu napięcia przynajmniej jednego uczestnika.

## Tłumaczenia na j. polski
- Funkcje konfliktu społecznego, Zakład Wydawniczy Nomos, Kraków 2009, s. 44, ISBN 978-83-60490-85-3.